# Hansol Vernon Chwe
Chwe Hansol (Hangul: 최한솔, sinh ngày 18 tháng 2 năm 1998), thường được biết đến với nghệ danh Vernon (Hangul: 버논), là một rapper người Hàn Quốc, thành viên của nhóm nhạc SEVENTEEN được Pledis Entertainment thành lập vào ngày 26 tháng 5 năm 2015 cũng như Hip-hop Team của nhóm.

## Tiểu sử
Vernon sinh ngày 18 tháng 2 năm 1998 tại Namdong-gu, Incheon, Hàn Quốc. Anh sống trong gia đình với cha, mẹ và em gái.

## Sự nghiệp

### 2013-2015: Thực tập sinh
Năm 2013, công ty Pledis bắt đầu phát sóng một chương trình trực tiếp có tên 17TV trên web online UStream. Trong suốt thời gian lên sóng, các fans đã được mời đến phòng tập của Seventeen để tận mắt theo dõi quá trình thực tập của họ. Các thực tập sinh lần được ra mắt công chúng qua các "seasons" khác nhau của chương trình, một số thực tập sinh khác lại kết thúc quá trình đào tạo của họ sau các concert "Like SEVENTEEN". Vernon tham gia tất cả các mùa (mùa 1 - 5). Khi còn là thực tập sinh, anh ấy đã tham gia nhiều buổi biểu diễn để tích lũy kinh nghiệm sân khấu và sau khoảng thời gian luyện tập (2 năm 2 tháng), anh đã ra mắt cùng với SEVENTEEN.

### 2015 - nay: Thành viên SEVENTEEN
Vào ngày 26 tháng 5 năm 2015, Vernon cùng với các thành viên S.coups, Jeonghan, Joshua, Jun, Hoshi, Wonwoo, Woozi, The8, DK, Mingyu, Seungkwan và Dino đã ra mắt với tư cách là nhóm nhạc nam SEVENTEEN thông qua một showcase trực tiếp kéo dài 1 tiếng trên kênh truyền hình lớn MBC, do Lizzy và Raina của After School làm MC. Trong tập thứ 7 của chương trình "SEVENTEEN Project: Debut Big Plan" trên kênh truyền hình MBC, nhóm đã ra mắt mini album đầu tiên "17 CARAT".

## Các hoạt động khác
Tên đăng ký theo Hiệp hội Bản quyền Âm nhạc Hàn Quốc là "버논" hoặc "최한솔" hoặc ''VERNON'', số đăng ký là 10009930

### OST
| Năm  | Tên phim | Tên bài hát | Ghi chú                          |
| ---- | -------- | ----------- | -------------------------------- |
| 2018 | A-TEEN   | A-TEEN      | Với Joshua, Hoshi, Woozi và Dino |

### Chương trình truyền hình
| Năm         | Kênh  | Tên                          | Ghi chú                                                   | Phát sóng     |
| ----------- | ----- | ---------------------------- | --------------------------------------------------------- | ------------- |
| 2014 - 2015 | MBC   | Hello! Stranger              | Diễn viên (tập 9 - 13)                                    | 25/12 - 15/01 |
| 2015        | Mnet  | Show Me The Money 4          | Thí sinh                                                  | 03/07         |
| 2017        | SBS   | After Mom Falls Asleep       | với Jeonghan, DK                                          | 21/11         |
| 2018        | iQIYI | Idol Hits                    | tập 1 (với Joshua)                                        | 07/09         |
| 2019        | SBS   | Inkigayo                     | MC đặc biệt                                               | 17/03         |
| 2019        | MBC   | Show! Music Core             | MC đặc biệt                                               | 13/04         |
| 2019        | tvN   | Prison Life of Fools         | tập 26 (với Hoshi và Seungkwan)                           | 07/09         |
| 2020        | KBS2  | KBS Kong Radio               | với Seungkwan và Dino                                     | 23/06         |
| 2020        | SBS   | Civilization Limited Express | tập 123 (với S.Coups, Joshua, Hoshi, DK, Seungkwan, Dino) | 27/06         |
| 2020        | KBS2  | Idol on Quiz                 | tập 1 (với Joshua, Jun, Hoshi, DK, The8, Seungkwan, Dino) | 20/07         |
| 2020        | SBS   | SBS Power FM                 | với S.Coups, Joshua, Mingyu                               | 1/11          |
| 2021        | SBS   | Inkigayo                     | MC đặc biệt tập 1081                                      | 21/02         |